# Brother (álbum de Morten Harket)
Brother é o sexto álbum de estúdio e quarto álbum em inglês do cantor norueguês Morten Harket. Foi lançado em 11 de abril de 2014 pela Universal Music. "There Is A Place" foi lançada como o primeiro single do álbum em 29 de novembro de 2013. Em 18 de janeiro de 2014, "Brother" foi lançada como o segundo single. Ele estreou no mesmo dia, numa premiação norueguesa, Spellemannprisen.

## Faixas
Todas as músicas foram escritas por Morten Harket e Peter Kvint. Todas as letras escritas por Morten Harket e Ole Sverre Olsen, com palavras adicionais por Peter Kvint, exceto "First Man to the Grave", a música e as letras são escritas por Ole Sverre Olsen.
1. "Brother"
2. "Do You Remember Me?"
3. "Safe with Me"
4. "Whispering Heart"
5. "Heaven Cast"
6. "There Is a Place"
7. "Oh What a Night"
8. "End of the Line"
9. "Can't Answer This"
10. "First Man to the Grave"